# Irrazionalismo
(Blaise Pascal, Pensées, ed.Brunschvicg, nn. *272 e *267)
Per irrazionalismo si intende, genericamente, un atteggiamento di pensiero in polemica con le dottrine che si riferiscono alla ragione come unico strumento che, tramite distinzioni, definizioni e deduzioni, sia in grado di dare una visione coerente, chiara e distinta, della realtà.

## Tipologie
Si può distinguere un irrazionalismo radicale o metafisico, che nega un qualunque significato, scopo o senso alla realtà o alla storia. In quest'ambito rientra anche quello che viene definito irrazionalismo ontologico nel senso che la realtà si fonda su un principio non razionale come il caso, il fato, la vita stessa intesa come un complesso di avvenimenti imprevedibili e sfuggenti alla direzione della volontà umana.
Vi è poi un irrazionalismo moderato o gnoseologico che nella ricerca della verità non è diretto ad escludere la ragione ma che sostiene l'insufficienza di quest'ultima rispetto a un metodo conoscitivo che, riferendosi «ai sentimenti, alle passioni, agli istinti, all'intuizione, alla fede, all'esperienza estetica», riesca a dare una conoscenza della totalità dell'esperienza nella sua complessità. Esempi di questa forma di irrazionalismo sono presenti nella storia passata del pensiero come lo scetticismo, che nega ogni tipo di verità, la mistica nelle varie religioni e la teologia negativa, che basavano la conoscenza sull'intuizione, e, nella storia della letteratura, il Romanticismo, per il quale l'arte e il sentimento sono gli unici strumenti di vera conoscenza.

## Pensieri di tipo irrazionalista radicale
Verso la seconda metà dell'Ottocento, specie dopo i moti rivoluzionari del 1848 in Francia, crebbe in Europa un profondo disprezzo per il positivismo di Comte e l'idealismo hegeliano, accusati di aver formulato una concezione astratta della realtà come frutto di una riflessione teorica che, basata sull'Assoluto e sul fideismo scientista del progresso tecnologico, ignorava la concretezza della vita e il valore dei sentimenti umani; la fede nella tecnologia venne quindi screditata da un irrazionalismo antitetico ad essa, che trovò espressione nella produzione poetico-letteraria e nelle correnti artistiche della fin de siècle (simbolismo, modernismo e decadentismo).

### Schopenhauer

Schopenhauer

L'irrazionalismo del pensiero di Schopenhauer si rileva nella teoria della vita come manifestazione cieca di un principio arbitrario e alternativo alla ragione: una insopprimibile volontà di vivere, sfrenata e irrazionale, che non persegue nessuno scopo fenomenico se non quello di accrescere se stessa. La volontà di vivere produce dolore ma non per se stessa o per una sua connotazione maligna, poiché essa è puro "noumeno". Il dolore infatti nasce quando la volontà di vivere si oggettiva nei corpi che volendo vivere esprimono una continua tensione, sempre insoddisfatta, verso quella vita che appare loro come sempre mancante di quanto essi vorrebbero. Quanto più si ha brama di vivere tanto più si soffre. Quanto più si accresce la propria vita arricchendola tanto più si soffre.
La volontà, essendo irrazionale e cieca, annulla ogni visione del mondo come teleologicamente organizzato. Ordine e armonia lasciano spazio a follia, pulsioni e irrazionalità dettate dalla volontà che è l'essenza, la cosa in sé di ognuno.
Tuttavia in contraddizione col carattere imperscrutabile e ineluttabile del suo irrazionalismo, dal quale non vi sarebbe via d'uscita senza riconoscere all'uomo una qualche possibilità di scelta consapevole, Schopenhauer pone all'uomo un compito razionale e morale di liberazione dal dolore attraverso l'auto-negazione della volontà di vivere: l'ascesi. 
(Manoscritti 1804-1818)

Schopenhauer dunque, sostenendo a differenza di Nietzsche che «solo l'eliminazione della volontà di vita in generale può liberarci», non svaluta completamente il ruolo della ragione, concepita platonicamente come espressione della vita stessa che vuole conoscersi diventando consapevole di sé: 
(Manoscritti 1804-1818)
 Questa consapevolezza coincide con l'auto-negazione della volontà e permette così di uscire dal ciclo insensato dei desideri, morti e rinascite.

### Nietzsche
(Umano, troppo umano, in L'uomo solo con se stesso, aforisma 515)

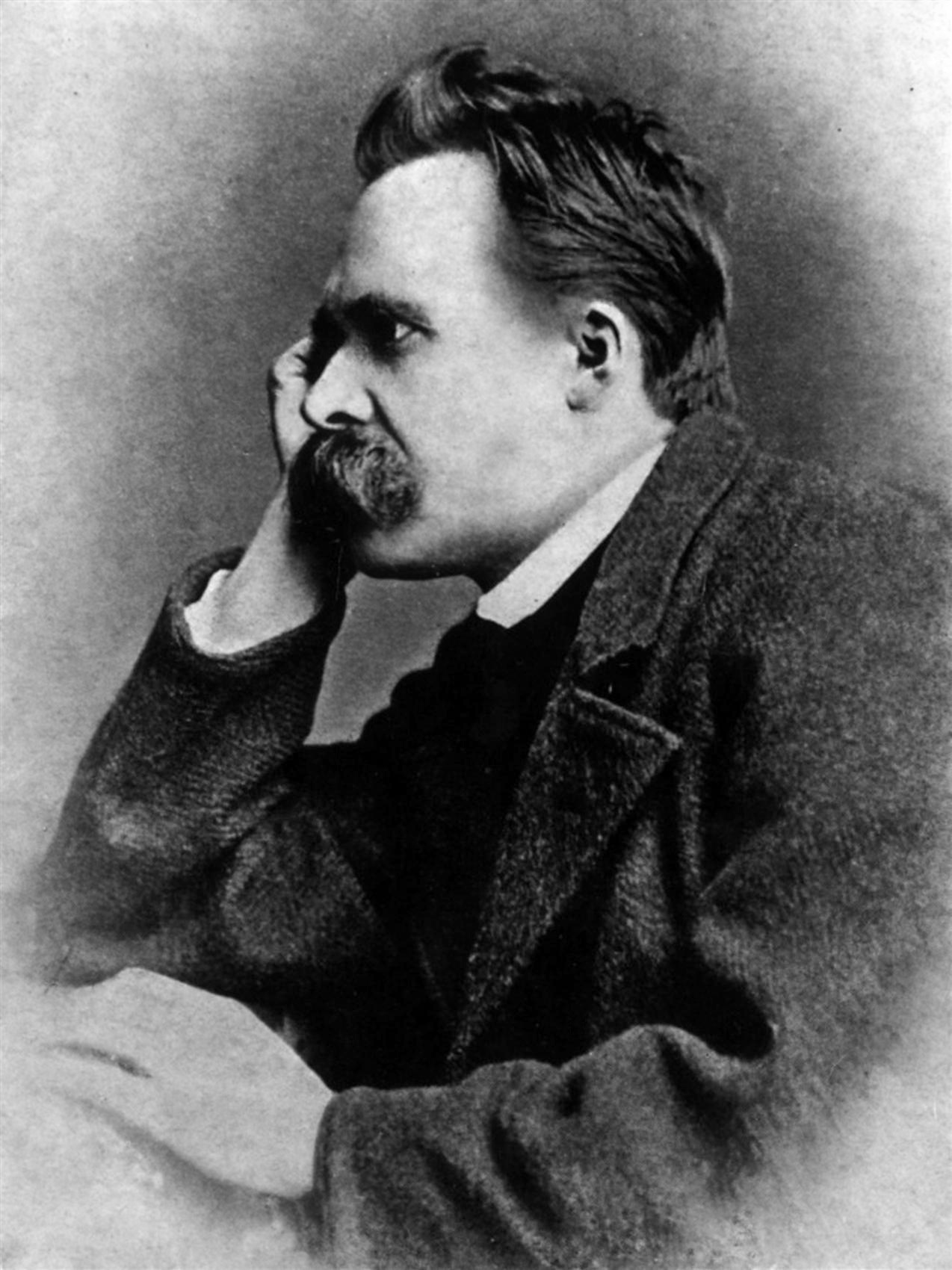
Nietzsche

Esponente di un irrazionalismo radicale esteso sino alle ultime conseguenze è quello di Nietzsche, che esalta l'aspetto vitale e "dionisiaco" dell'essere umano in contrapposizione a quello riflessivo e "apollineo". Da qui l'esaltazione della volontà, intesa come volontà di potenza, quale principio fondamentale da cui nasce ogni azione o pensiero, inclusa la filosofia stessa che risulta così non più vincolata da criteri logici in base ai quali poter distinguere il vero dal falso, il bene dal male. La ragione, strumento filosofico per eccellenza, nega se stessa, al fine di liberare dal suo dominio la spontaneità del pensiero.

## Estetismo, futurismo, dadaismo
Connesso all'irrazionalismo è pure l'estetismo, sorto a cavallo tra Ottocento e Novecento, presente in particolare nel dannunzianesimo, dove più che una formulazione teorica esso diventa un vero e proprio stile di vita. Nel romanzo Il piacere, ricco di elementi autobiografici, D'Annunzio descrive come l'esteta si lasci guidare unicamente dal perenne fluire delle sensazioni, senza più seguire un ordine logico né morale.
In ambito artistico-letterario il tema dell'irrazionalismo, come reazione alla tendenze positiviste e razionaliste della società borghese, lo si ritrova sia nel decadentismo, sia soprattutto nel suo contraltare: il futurismo. In esso prevale l'esaltazione della tecnologia e del progresso, accompagnata da un rifiuto degli schemi precostituiti e delle regole tradizionali. L'uso delle "parole in libertà" testimoniano ad esempio la volontà di trasgredire la logica dei costrutti sintattico-grammaticali, mentre l'attivismo e l'ebbrezza del vivere vengono celebrati come elementi portanti del suo manifesto.
Infine rientra nell'irrazionalismo la corrente estetica del dadaismo che, nata come protesta contro il barbarismo della prima guerra mondiale, in seguito divenne una sorta di nichilismo artistico. La ragione e la logica avevano lasciato all'umanità gli orrori della guerra, e l'unica via di salvezza era il rifiuto della logica per abbracciare l'anarchia e l'irrazionale. Tuttavia è stato osservato come l'anarchia e il rifiuto dei valori e dell'ordine conservi una certa razionalità: la distruzione sistematica dei valori, non è irrazionale, se si pensa che debba essere messa in atto..

## Irrazionalismo nella scienza
Si parla di irrazionalismo nella scienza per designare quelle forme di pensiero filosofico che non condividono la validità del metodo scientifico. Tra le figure di spicco di questa corrente vi è Paul Feyerabend, portatore di un sostanziale scetticismo, che nega il carattere razionale della scienza e la possibilità di costruire forme di conoscenza logicamente giustificabili.

## Il dibattito sull'irrazionalismo del Novecento
La questione dell'irrazionale viene dibattuta in particolar modo nel Novecento per la sua connessione politica alle ideologie fondanti dei principali Stati totalitari d'Europa che si erano venuti a costituire dopo il disastroso esito della Grande Guerra, ovverosia il Terzo Reich (nazismo), il Regno d'Italia (fascismo) e l'Unione Sovietica (comunismo).
Il nazismo si rifaceva apertamente al pensiero di Friedrich Nietzsche, o piuttosto alla versione distorta dalla sorella Elisabeth Förster-Nietzsche, e anche all'opera di Oswald Spengler Il tramonto dell'Occidente, dove, richiamandosi alle teorie irrazionalistiche del vitalismo si sosteneva che tutte le civiltà attraversano un ciclo naturale di sviluppo, fioritura e decadenza, e che l'Europa, vittima di un angusto materialismo e del caos urbano, si trovava nell'ultimo stadio: l'inverno di un mondo che aveva conosciuto stagioni più fruttuose. L'Europa, a meno di riuscire a purificarsi e ripristinare i suoi valori spirituali e il suo ceppo originario, sarebbe caduta preda di politiche selvagge e di guerre di annientamento.
Influenzato da Goethe, da Wilhelm Dilthey, da Nietzsche (in particolare dalla sua teoria dell'Eterno ritorno) e dal pensiero greco, Spengler intendeva la storia come un costante processo di decadimento a cui bisognava reagire con l'instaurazione di uno Stato fortemente autoritario, in parte vicino a quello preconizzato dai nazisti.
Il fascismo vedeva nella «filosofia della violenza» di Georges Sorel una base della sua ideologia, mentre il marxismo si doveva confrontare con le teorie irrazionalistiche del comunismo anarchico-rivoluzionario così come teorizzato da Michail Bakunin.
György Lukács nella sua opera del 1934 La distruzione della ragione si proponeva di dimostrare come il diffuso irrazionalismo in Occidente, da Friedrich Schelling a Nietzsche, non fosse altro che l'espressione della crisi della classe borghese che tentava di giustificare così la sua volontà di potenza e la politica imperialista.
In opposizione a Lukacs la scuola di Francoforte ha elaborato la teoria del "pensiero negativo", riprendendo i temi "irrazionalistici" di Nietzsche e il neopositivismo logico ha rilevato componenti irrazionalistiche nella convinzione della impossibilità di definire linguisticamente la realtà senza senso del mondo (Ludwig Wittgenstein) e di dimostrare la validità dei valori morali e sociali dell'essere umano.
Espressione dell'irrazionalismo moderno è il pensiero di Martin Heidegger nella sua fase finale, che sostiene che il pensiero dell'uomo va oltre quello che la metafisica e le scienze hanno cercato di fissare dogmaticamente facendo sì che «... il pensiero incomincerà solo quando si renderà conto che la ragione glorificata da secoli è la più accanita nemica del pensiero»
Accuse di irrazionalismo sono state rivolte da Karl Popper anche alle filosofie di Hegel e Marx, per avere elevato la contraddizione a caratteristica fondamentale della realtà: secondo Popper, sostenere che la realtà è intimamente contraddittoria significa sottrarsi ai criteri della logica e quindi, con fare disonesto, al rischio stesso di poter essere confutati dai fatti. Essendo palesemente contraria al principio di non-contraddizione, che dovrebbe guidare non solo la scienza ma anche l'agire politico, la dialettica hegeliano-marxista non può quindi avere nessun valore reale e ontologico.
Anche la psicoanalisi viene accusata di irrazionalismo che viene confuso con l'inconscio la cui analisi è invece diretta alla ricostruzione della razionalità della coscienza:
Possiamo invece affermare che Freud ebbe il coraggio scientifico di non trascurare ciò che pareva assurdo e di non accontentarsi di ciò che pareva coerente, cercando di rintracciare il processo di costruzione della ragione, permeata di desideri, svelando le interferenze e le distorsioni rispetto alla realtà, operate dei processi inconsci. 
Freud ha cioè scoperto un nuovo aspetto del reale, distruggendo non il valore della coscienza, ma le pretese della falsa coscienza, disvelando come questa travesta e giustifichi quei moventi che non vuole riconoscere: - «Con tutto ciò» - scrive Freud - «non è detto che la qualità della coscienza abbia per noi perduto il suo significato. Resta la sola luce che splende nell'oscurità della vita psichica e ci guida» -. 
Questa scoperta di un campo del reale, scoperta che è frutto della ragione, esprime una profonda tensione razionale a conoscere ed esaminare forze ed impulsi che, nel regno della naturalità immediata, ci dominano; aspetto questo che lega Freud alla cultura della tradizione illuministica, convinta che il sonno della ragione genera mostri..»